# Asus Tinker Board
De Asus Tinker Board is een singleboardcomputer van Asus die in maart 2017 is uitgekomen. De fysieke grootte en GPIO-pinout zijn ontworpen om compatible te zijn met Raspberry Pi-modellen van de tweede generatie en later.

## Geschiedenis
De intentie van Asus om een singleboardcomputer te produceren werd duidelijk kort na de Consumer Electronics Show (CES) in 2017. In eerste instantie richtte Asus op een uitgave eind februari, maar een Britse handelaar verbrak dit embargo en startte eerder. Asus trok de uitgave daarop in. Op 24 maart 2017 kwam de Tinker Board weer beschikbaar op Amazon.

## Specificaties
Het bord ondersteunt 4K-video, heeft 2 GB werkgeheugen, Gigabit Ethernet, en draait op een Rockchip RK3288-processor met een klokfrequentie van 1,8 GHz.

## Technische gegevens
- Processor (CPU): Rockchip RK3288 - Quad core 1,8 GHz ARM Cortex-A17 (32-bit)
- Grafische CPU: Mali-T764 GPU (600MHz)
- Geheugen: 2GB LPDDR3
- Netwerk: Gigabit ethernet, 802.11 b/g/n wifi, Bluetooth 4.0, mogelijkheid voor externe antenne
- Video-ingang: MIPI-CSI-aansluiting voor het verbinden van een cameramodule
- Video-uitgang: MIPI-DSI, compatible met scherm van Raspberry Pi e.a.
- Audio-uitgang: 3,5mm klink
- USB 2.0-poorten: 4x
- GPIO: 40-pin header met 28 GPIO-pinnen
- Opslag: verwisselbare micro-SD-sleuf
- Voeding: 5 volt via Micro USB (gelijkspanning)

## Beschikbare besturingssystemen
Als besturingssysteem voorziet Asus in TinkerOS, een aangepaste variant van een Debian Linuxkernel. Daarnaast is er keuze uit Debian, Kodi, en Android 6.01.